# Леннокс, Чарльз, 4-й герцог Ричмонд

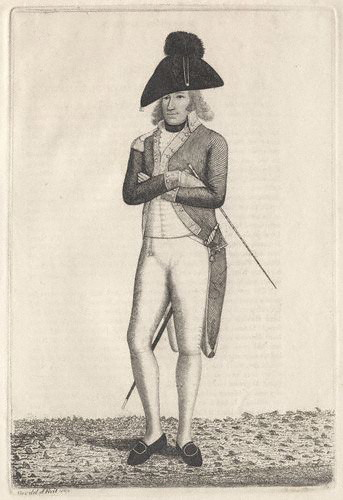
Чарльз Леннокс, 4-й герцог Ричмонд, 1789 год

Чарльз Леннокс, 4-й герцог Ричмонда, 4-й герцог Леннокс, 4-й герцог д’Обиньи (9 декабря 1764 — 28 августа 1819) — британский аристократ, пэр, военный, политик и генерал-губернатор Британской Северной Америки.

## Титулатура
4-й герцог Ричмонд (с 29 декабря 1806 года), 4-й граф Марч (с 29 декабря 1806), 4-й герцог Леннокс (с 29 декабря 1806), 4-й барон Сеттрингтон, Йоркшир (с 29 декабря 1806), 4-й лорд Торболтон (с 29 декабря 1806), 4-й герцог д’Обиньи (с 29 декабря 1806), 4-й граф Дарнли (с 29 декабря 1806 года).

## Исторический фон
Родился 9 декабря 1764 года в Гордон-Касле (Шотландия). Единственный сын генерала лорда Джорджа Леннокса (1737—1805), младшего сына Чарльза Леннокса, 2-го герцога Ричмонда (1701—1750), и леди Луизы Кер (1738—1830), дочери Уильяма Керра, 4-го маркиза Лотиана. Среди его тетушек были знаменитые пять сестер Леннокс.

## Крикет
Ричмонд был страстным игроком в крикет. Он был опытной правой битой и замечательным уикер-кипером. Он был основателем крикетного клуба «Марилебон». В 1786 году вместе с Джорджем Финчем, графом Уинчилси, Ричмонд предложил Томасу Лорду гарантию от любых потерь, которые лорд может понести при открытии новой крикетной площадки. Это привело к тому, что в 1787 году Лорд открыл свою первую крикетную площадку. Хотя крикетная площадка Лорда с тех пор он дважды перемещалась, и гарантия Ричмонда и Уинчилси обеспечила генезис самого известного крикетного поля в мире, известного как Дом крикета. Почти всегда известный как достопочтенный полковник Чарльз Леннокс, Ричмонд имел 55 записанных первоклассных крикетных выступлений с 1784 по 1800 год и после этого сыграл еще несколько игр.

## Генерал британской армии
Ричмонд стал капитаном британской армии в возрасте 23 лет в 1787 году. 27 мая 1789 года, будучи полковником полка герцога Йоркского, он участвовал в дуэли с Фредериком, герцогом Йоркским, который выразил мнение, что «полковник Леннокс слышал слова, сказанные ему у Добиньи, которым ни один джентльмен не должен был подчиняться», по сути, обвинение в том, что он не ответил на оскорбление так, как должен джентльмен. На Уимблдоне Коммон Ричмонд выстрелил, но его пуля «задела локон его Королевского Высочества»; герцог не стрелял . Вскоре после этого Ричмонд обменял свою роту на чин подполковника в 35-м пехотном полку. 1 июля того же года он был вовлечен в другую дуэль с Теофилом Свифтом, эсквайром, в результате брошюры с критикой персонажа Ричмонда, опубликованной под именем Свифта. Они встретились в поле недалеко от Аксбридж-роуд, где Свифт был ранен в тело, но выздоровел.
Позже в том же году Чарльз Леннокс женился на леди Шарлотте Гордон. В 1794 и 1795 годах он участвовал в морских сражениях против французов в Вест-Индии и Гибралтаре, но был отправлен домой, когда вступил в конфликт со своим начальством. Он также был депутатом Палаты общин от Сассекса (1790—1901, 1801—1806), сменив своего отца, с 1790 года, пока не унаследовал герцогство.

## Герцог
Он стал 4-м герцогом Ричмондом 29 декабря 1806 года, после смерти своего дяди, Чарльза Леннокса, 3-го герцога Ричмонда (1735—1806). В апреле 1807 года он стал лордом-лейтенантом Ирландии. Он оставался на этом посту до 1813 года. Он участвовал в Наполеоновских войнах и в 1815 году командовал резервными силами в Брюсселе, которые защищали этот город на случай победы Наполеона в битве при Ватерлоо. 15 июня, в ночь перед битвой при Катр-Бра, его жена устроила бал для его товарищей-офицеров. Это блестящее торжество прославилось как бал герцогини Ричмондской и было увековечено Уильямом Мейкписом Теккереем в «Ярмарке тщеславия» и лордом Байроном в «Паломничестве Чайльд-Гарольда».
Хотя герцог наблюдал битву при Катр-Бра на следующий день, а также Ватерлоо 18 июня, он не участвовал ни в той, ни в другой.

## Генерал-губернатор Канады

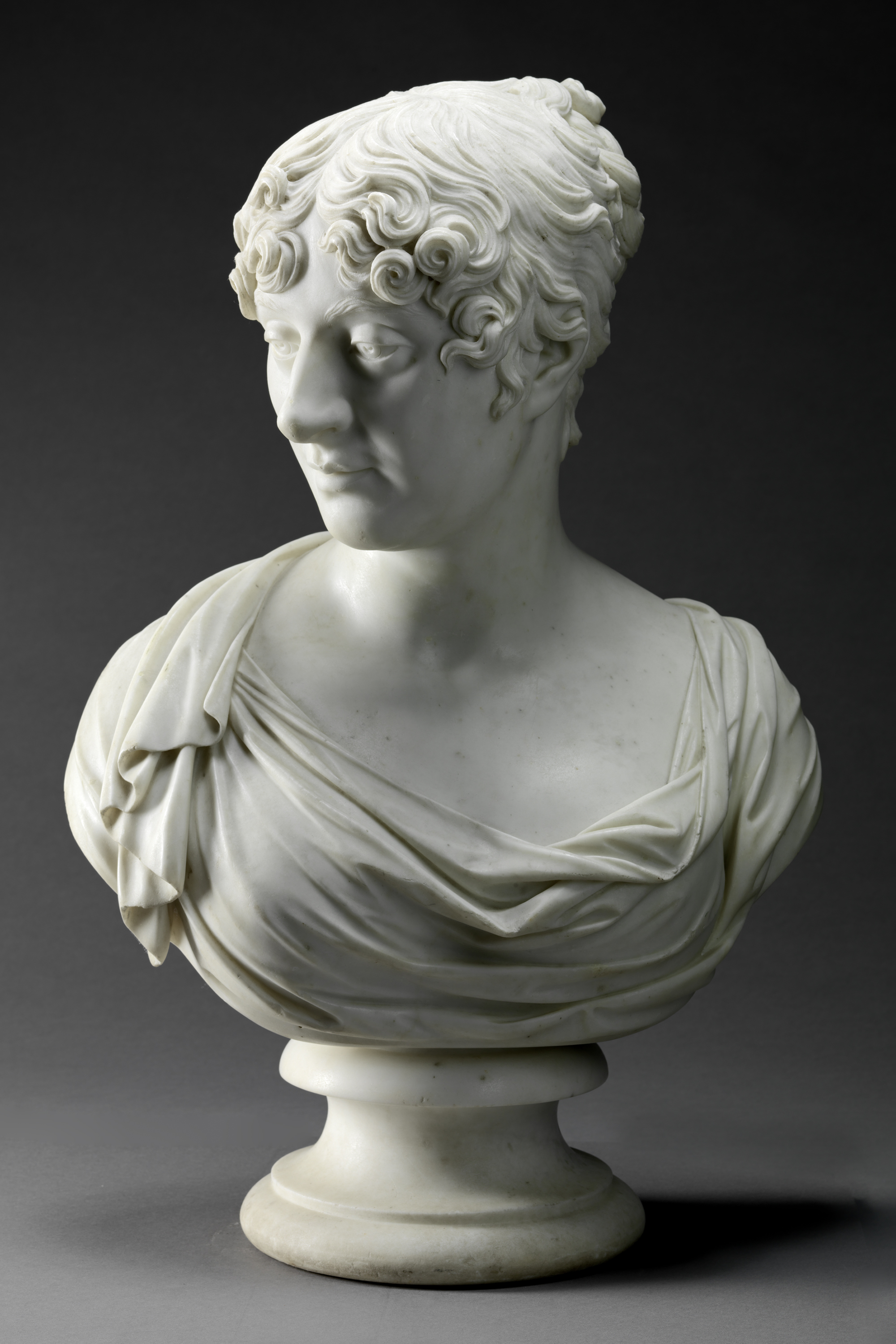
Шарлотта, 4-я герцогиня Ричмонд (1768—1842) (Джозеф Ноллекенс, 1812 год)

В 1818 году герцог Ричмонд был назначен генерал-губернатором Британской Северной Америки. Летом 1819 года Ричмонд совершал путешествие по Верхней и Нижней Канаде, когда его укусила за руку лиса. Рана, по-видимому, зажила, и он продолжил путешествие, но позже появились первые симптомы гидрофобии. После того как болезнь быстро развилась, он умер 28 августа. Тело Ричмонда было возвращено в Квебек, где он был похоронен в соборе Святой Троицы 4 сентября.
В ночь перед смертью он ночевал в «Масонском гербе», который был переименован в «Герб герцога Ричмонда» в честь этого визита.
Титул герцога Ричмонда унаследовал его старший сын, Чарльз Гордон-Леннокс, 5-й герцог Ричмонд.

## Наследие

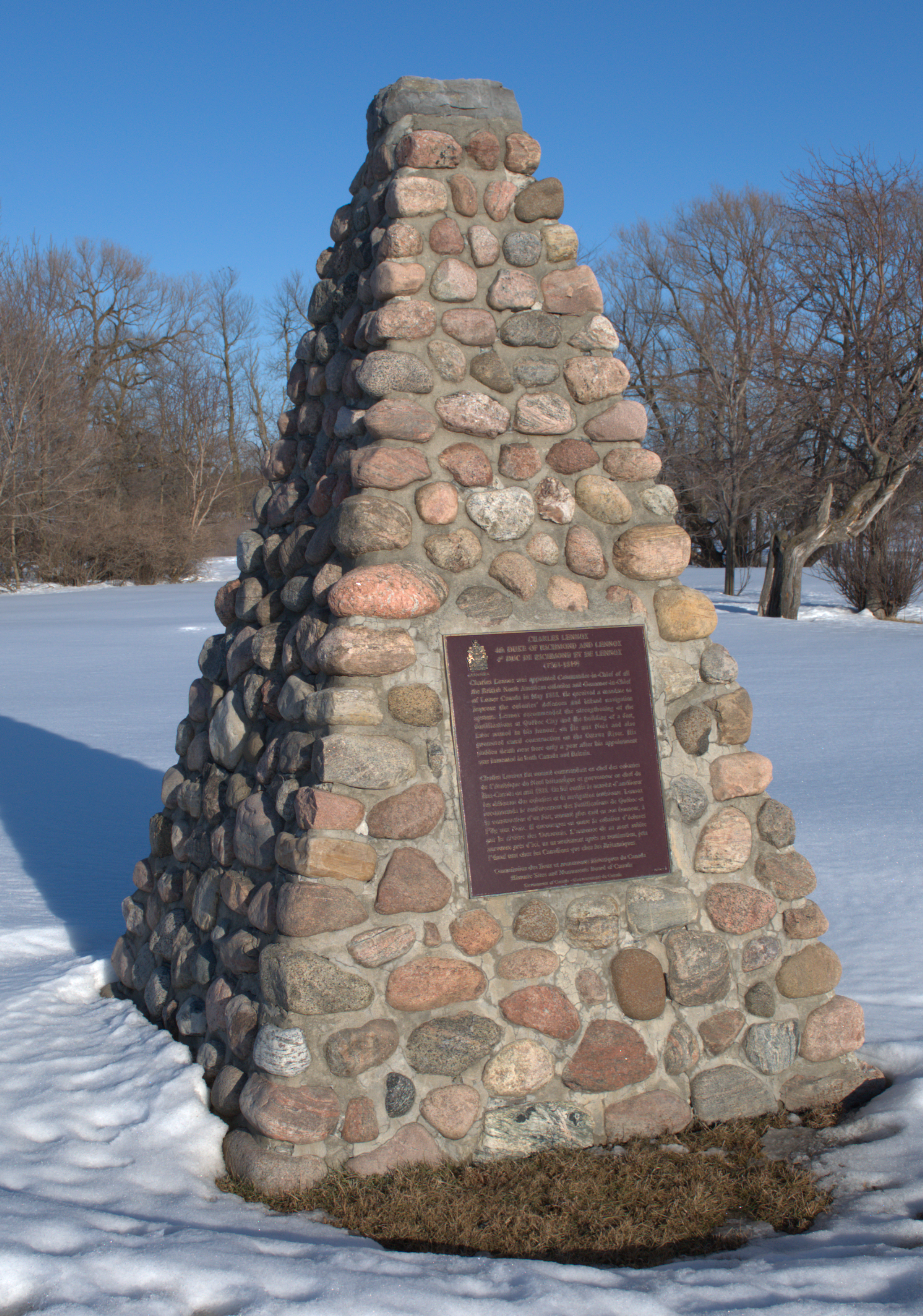
Кэрн, обозначающий приблизительное место смерти герцога, недалеко от Ричмонд-Виллидж, Онтарио.

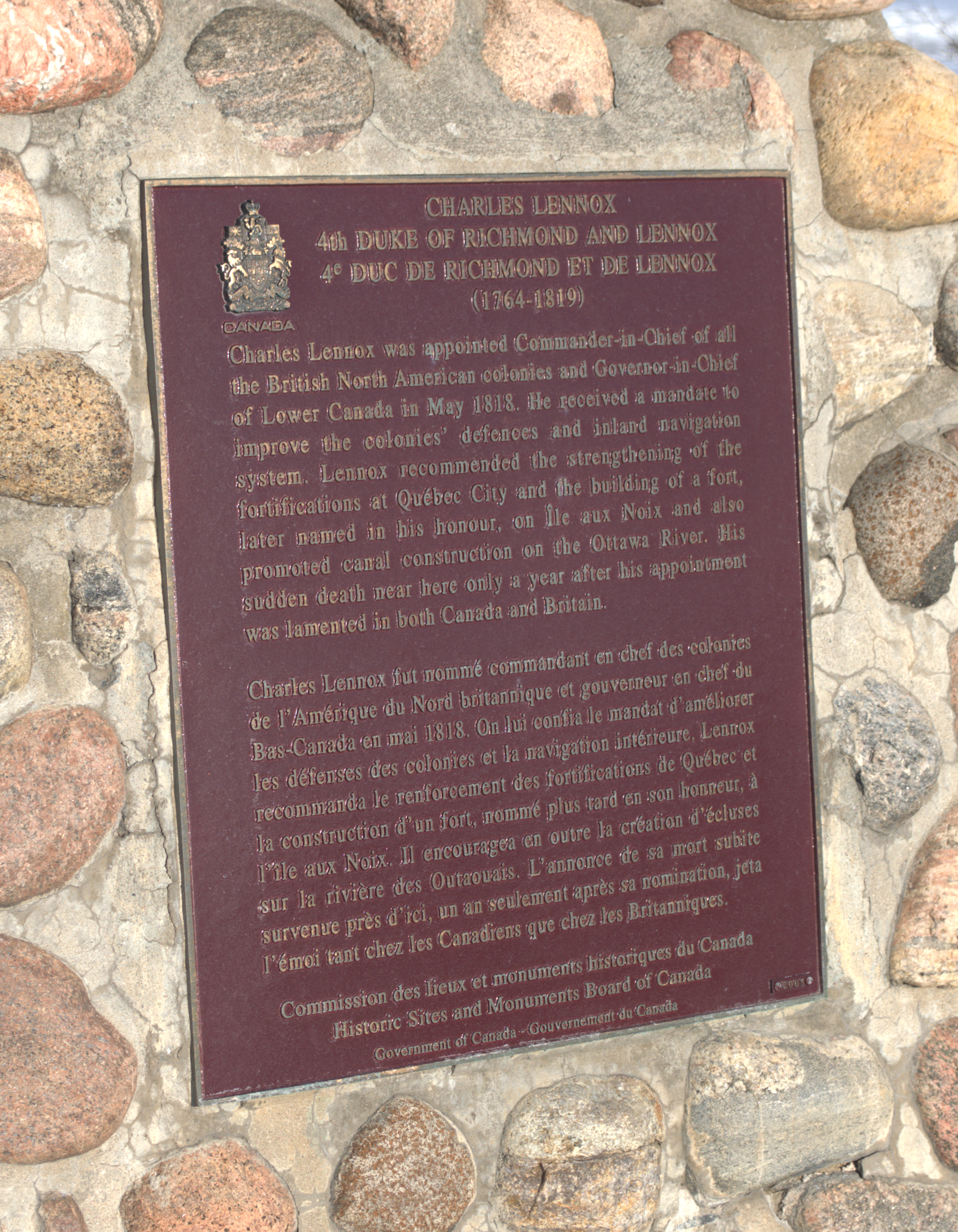
Мемориальная доска на приблизительном месте смерти 4-го герцога Ричмонда.

Графство Ричмонд, Новая Шотландия; Ричмонд, Онтарио; Марч Тауншип, Онтарио; Хантли Тауншип, Онтарио; Торболтон Тауншип, Онтарио; Фицрой-Тауншип, Онтарио; Средняя школа графа Марча; Ленноксвилл, Квебек; Ричмонд, Квебек. Графство Ричмонд в Новая Шотландия, вместе с Ричмонд-стрит в Торонто, Онтарио, Ричмонд-стрит в Лондоне, Онтарио, были названы его именем. Согласно традиции, город Ричмонд-Вилладж, Онтарио, также был назван в его честь, так как он, как говорили, проходил через тогдашнюю деревню во время своего визита в 1819 году.
Ричмонд-парк (футбольное поле) в Инчикоре, Дублин, до сих пор носит его имя. Теперь родина спортивного футбольного клуба Святого Патрика, когда-то он был частью Ричмондских казарм, поскольку Ричмонд был лордом-лейтенантом Ирландии (1807—1813). Именно в эти казармы после Пасхального восстания 1916 года в Дублине привезли более 3000 заключенных. После обретения независимости казармы были переименованы в казармы Кеога, а затем перестроены под жилье для столичной бедноты и снова переименованы в площадь Кеога.

## Брак и дети
9 сентября 1789 года Чарльз Леннокс женился на Леди Шарлотте Гордон (20 сентября 1768 — 5 мая 1842), дочери Александра Гордона, 4-го герцога Гордона (1743—1827), и Джейн Максвелл (1748—1812). У супругов было четырнадцать детей:
- леди Мэри Леннокс (15 августа 1790 — 7 декабря 1847) вышла замуж в 1820 году за сэра Чарльза Огастаса Фицроя (1796—1858)
- Чарльз Гордон-Леннокс, 5-й герцог Ричмонд (3 августа 1791 — 21 октября 1860), старший сын и преемник отца
- подполковник лорд Джон Джордж Леннокс[англ.] (3 октября 1793 — 10 ноября 1873), женился на Луизе Фредерике Родни (? — 1865)
- леди Сара Леннокс (ок. 1794 — 8 сентября 1873), замужем с 1815 года за Перегрином Мейтлендом (1777—1854)
- леди Джорджиана Леннокс (30 сентября 1795 — 15 декабря 1891), вышла замуж в 1824 году за Уильяма Фицджеральда де Роса, 23-го барона де Роса (1797—1874)
- лорд Генри Адам Леннокс (6 сентября 1797 — 1812), упал за борт с корабля «Блейк» и утонул.
- лорд Уильям Леннокс[англ.] (20 сентября 1799 — 18 февраля 1881), 1-я жена с 1824 года Мэри Энн Патон (1802—1864), 2-я жена с 1854 года Эллен Смит (? — 1859)
- леди Джейн Леннокс (ок. 1800 — 27 марта 1861) вышла замуж в 1822 году за Лоуренса Пила (1801—1888)
- капитан лорд Фредерик Леннокс (24 января 1801 — 25 октября 1829).
- лорд Сассекс Леннокс[англ.] (11 июня 1802 — 12 апреля 1874), женат с 1828 года на Достопочтенной Мэри Лоулесс
- леди Луиза Мадделена Леннокс (2 октября 1803 — 2 марта 1900), замужем за Уильямом Фредериком Тиге (? — 1878)
- леди Шарлотта Леннокс (ок. 1804 — 20 августа 1833), вышла замуж в 1823 года за адмирала Мориса Беркли, 1-го барона ФицХардинга Бристольского (1788—1867)
- подполковник лорд Артур Леннокс[англ.] (2 октября 1806 — 15 января 1864), женился в 1835 году на Аделаиде Кэмпбелл (? — 1888)
- леди София Джорджиана Леннокс (21 июля 1809 — 17 января 1902), замужем с 1838 года за лордом Томасом Сесилом (1797—1873).